# 鶴川 (山梨県)
鶴川（つるかわ）は、山梨県北都留郡小菅村および上野原市を流れる相模川水系の河川。

## 概要
江戸時代には、甲州街道が横切るなど交通と縁が深い存在であった。街道では唯一、川越制度が導入された川であり、上野原宿と鶴川宿の間には川越人夫が旅人などを運ぶ渡し場があった。ただし、江戸時代末期の1858年（安政5年）には、甲州道中で鶴川の船賃を値上げした記録が残っている。

## 地理
山梨県北都留郡小菅村字長作の鶴峠付近に広がる針葉樹林に源を発し、水源近くに開けた小菅村長作集落を抜けるとすぐに上野原市に入り、おおむね東南方向に流路を保ちながら西原・棡原を抜けて、上野原市中心市街付近で桂川（相模川）に合流する。流域の大半は上野原市内を流れており、沿川には各所に集落が開けている。
急峻な山間集落を縫うように流れており、周囲の豊かな水源林が迫り、各所から流れ出る沢を集めて流下し、深い渓谷を形成している。沿川ではこの綺麗な水を利用したわさび栽培などの農業が営まれている。
概ね流域に沿って山梨県道18号上野原丹波山線が通っており、沿川住民の生活道路となっている。鶴川沿いに一旦市街地を外れて入ると西原と棡原にはかつての山村のまま、古代からの歴史に包まれた里山風景が、広がっている。

## 支流
- 小焼沢
- 無名沢
- 阿寺沢川
- 尾名手沢
- 仲間川

## 生態系
沿川には豊かな水源林が護られており、沿川にはダムなどが造られていないことから水質汚濁や生息域分断などが起きておらず、近年の水質測定でも A類型（水道2級・水産1級）と比較的綺麗な水準に保たれている。
この綺麗な水に育まれ、魚類ではイワナ、ヤマメ、アマゴ、カジカなどの渓流魚やアユ、アブラハヤ、ウグイ、オイカワなどが、両生類ではモリアオガエルやハコネサンショウウオなどの生息が確認されている。また周辺ではキマダラルリツバメなどの希少昆虫をはじめとする小動物や、各種野鳥の生息地にもなっている。